# Departamento de Yerba Buena
Departamento de Yerba Buena är en kommun i Argentina.   Den ligger i provinsen Tucumán, i den norra delen av landet, 1 100 km nordväst om huvudstaden Buenos Aires. Antalet invånare är 63 707.
Runt Departamento de Yerba Buena är det i huvudsak tätbebyggt. Runt Departamento de Yerba Buena är det mycket tätbefolkat, med 6 711 invånare per kvadratkilometer.